# Източна диамантена гърмяща змия
Източната диамантена гърмяща змия (Crotalus adamanteus) е вид змия от семейство Отровници (Viperidae).

## Разпространение
Видът е разпространен в САЩ.